# Kámori vár
A Kámori vár maradványai Diósjenő közelében, attól kb. 5 kilométerrel északra a 661 méter magas Kámor csúcson találhatók.

## Története
Az egykor itt állt várat oklevél nem említi, történetét, építési idejét nem ismerjük. Korára is csak a területén gyűjtött, 12–13. századira datált cserepek utalnak. A vár pusztulásának időpontja sem ismert, de valószínű, hogy a török idők kezdetére, a 16. század közepére már elpusztulhatott.

## Leírása
A hegyoldal lankásabb részén máig jól kivehetők a földsáncok maradványai. A hegy keleti oldala meredek, helyenként sziklás, szakadékos.
A vár két részből áll: az 58 × 22 méteres felső vár a hegycsúcson közel téglalap alakú, míg az alsó várat az északkeleti hegyoldal enyhén lejtő részén alakították ki.
A felső vár délkeleti oldala nagyon meredek, az alsó vár felé eső északkeleti oldal pedig meredekre levágott. A vár lankásabb délnyugat és északnyugat felőli részét 2–3 méterrel lentebb 6 méter körüli szélességű árok övezi, amely egyenesen folytatódik az alsó vár északnyugati alig észrevehető sáncárkában.
Az alsó vár árka 150 méter hosszan erősen lejt, majd a hegyoldal hirtelen meredekké válásánál megszakad.
A hegycsúcstól délfelé kb. 10 méterrel 4–5 méter mély szikla hasadék látható, amelybe a néphagyomány szerint Kámor vitéz rejtette el rabolt kincseit.

## Mondák és hagyományok a vár történetéhez
A várról számtalan monda, legenda, helyi hagyomány maradt fenn: Az egyik szerint a kámori várnak fényes tornya volt, ami a hajnali nap felkelő sugarait visszatükrözve még a Diósjenői főutcáról is jól látható volt, míg más változat szerint Budáig is ellátszott.
A Kámori várról egy boszorkányhistória is fennmaradt, mely szerint az 1700-as években a község elöljáróihoz az a bejelentés érkezett, hogy Kámorban egy boszorkány él. Ott egy kis házikóban éldegélt egy magányos öregasszony, akit senki sem ismert, és ha valaki arra járt akkor beszaladt a házba. Az ügy kivizsgálására küldöttség kerekedett fel. Az anyóka meglátva őket beszaladt a házba. Hiába szólongatták, dörömböltek, senki nem válaszolt. Erre betörtek a házba, azonban senkit sem találtak. Erre felgyújtották a házat és megvárták míg leég. Mikor teljesen leégett találták meg a barlang bejáratát, amelyen át az anyóka elmenekülhetett az égő kunyhóból.